# Barret-sur-Méouge
 Barret-sur-Méouge  es una población y comuna francesa, en la región de Provenza-Alpes-Costa Azul, departamento de Altos Alpes, en el distrito de Gap y cantón de Ribiers.

## Demografía
| 179 | 342 | 291 | 187 | 237 | 232 |
| Para los censos de 1962 a 1999 la población legal corresponde a la población sin duplicidades (Fuente: INSEE [Consultar]) |     |     |     |     |     |